# Motor Type X
El motor Type-X es un motor diseñado por la empresa conjunta Française de Mécanique y utilizado en modelos pequeños de Peugeot, Citroën y Talbot. Fue sustituido progresivamente entre 1987 y 1990 por su sucesor, el Motor PSA TU.
Este motor también fue usado por Renault en el Renault 14. En el año 1982 el Renault 14 fue sustituido por el Renault 11 y Renault dejó de usar el motor Type-X usando su propio motor, el Cléon-Fonte.
| Tipos de motores (Française de Mécanique) | 108     | 109 - 121 | 129 - 145       |          | 150          |
| Designación PSA                           | XV      | XW        | XZ              | XL       | XY           |
| Designación Renault                       |         |           | X5G(*) - X6G(*) |          | X5J - X6J(*) |
| ----------------------------------------- | ------- | --------- | --------------- | -------- | ------------ |
| Cilindrada                                | 954 cm³ | 1124 cm³  | 1218 cm³        | 1288 cm³ | 1360 cm³     |
| Diámetro (mm)                             | 70      | 72        | 75              | 76       | 75           |
| Carrera (mm)                              | 62      | 69        | 69              | 71       | 77           |

(*) Estos nombres nunca se han utilizado, es una extrapolación de estos motores en el nuevo sistema de designación de motores Renault.
Al principio, Renault y Peugeot usaban los mismos tipos de motores (designaciones Française de Mécanique), en la década de 1980, cada uno usaba sus propias designaciones.
El "motor X" tipo X5J  (1360 cm³) del Renault 14 GTL (de 1982) es el único que se beneficia de las nuevas designaciones de Renault. La designación de los motores está organizada en 3 caracteres: una letra, un número, una letra (Ejemplo: C1J, X5J, F2N ...).
- La primera letra designa el bloque del motor: X ("motor X") o C ("motor Cleon-Fonte") ...;
- El número corresponde al tipo de motor: 5 para gasolina de culata semiesférica, carburador de cuerpo único; 6 para gasolina con cabeza semiesférica, carburador de doble cuerpo; ...
- La última letra corresponde a la capacidad cúbica:

- G de 1150 a 1249 cm³
- J de 1350 a 1449 cm³

## XV (1.0L)
El XV tiene una cilindrada de 954 cm³, con un diámetro de 70.0 mm y una carrera de 62.0 mm.
| Versión | Distribución      | Potencia máxima          | Par motor        | Alimentación                  | Catalizador | Normativa de anticontaminación | Usos                                                          |
| ------- | ----------------- | ------------------------ | ---------------- | ----------------------------- | ----------- | ------------------------------ | ------------------------------------------------------------- |
| XV3     | 8 válvulas (SOHC) | 45 CV (33 kW) @ 6000 rpm | 66 Nm @ 3000 rpm | Carburación Solex 32 PBISA 11 | No          | Euro 0                         | Peugeot 104                                                   |
| XV5     | 8 válvulas (SOHC) | 45 CV (33 kW) @ 6000 rpm | 66 Nm @ 3000 rpm | Carburación Solex 32 PBISA 11 | No          | Euro 0                         | Peugeot 104 Peugeot 205 Citroën LNA Citroën Visa Talbot Samba |
| XV8     | 8 válvulas (SOHC) | 45 CV (33 kW) @ 6000 rpm | 66 Nm @ 3000 rpm | Carburación Solex 32 PBISA 11 | No          | Euro 0                         | Peugeot 104 Peugeot 205 Citroën LNA Citroën Visa Talbot Samba |

## XW (1.1L)
El XW tiene una cilindrada de 1124 cm³, con un diámetro de 72.0 mm y una carrera de 69.0 mm.
| Versión | Distribución      | Potencia máxima          | Par motor          | Alimentación                               | Catalizador | Normativa de anticontaminación | Usos                                                          |
| ------- | ----------------- | ------------------------ | ------------------ | ------------------------------------------ | ----------- | ------------------------------ | ------------------------------------------------------------- |
| XW7     | 8 válvulas (SOHC) | 50 CV (36 kW) @ 6000 rpm | 84 Nm @ 2500 rpm   | Carburación Solex 32 PBISA 12              | No          | Euro 0                         | Peugeot 104 Peugeot 205 Citroën LNA Citroën Visa Talbot Samba |
| XW3     | 8 válvulas (SOHC) | 58 CV (41 kW) @ 6000 rpm | 79 Nm @ 2750 rpm   | Carburación Solex 32 PBISA 7               | No          | Euro 0                         | Peugeot 104 Citroën BX Citroën Visa                           |
| XW3S    | 8 válvulas (SOHC) | 66 CV (48 kW) @ 6200 rpm | 83.4 Nm @ 4000 rpm | Carburación de doble cuerpo Solex 32 TMMIA | No          | Euro 0                         | Peugeot 104 S Peugeot 104 ZS                                  |

## XZ (1.2L)
El XZ tiene una cilindrada de 1219 cm³, con un diámetro de 75.0 mm y una carrera de 69.0 mm.
| Versión | Distribución      | Potencia máxima          | Par motor         | Alimentación                     | Catalizador | Normativa de anticontaminación | Usos                   |
| ------- | ----------------- | ------------------------ | ----------------- | -------------------------------- | ----------- | ------------------------------ | ---------------------- |
| XZ5     | 8 válvulas (SOHC) | 57 CV (41 kW) @ 5500 rpm | 92 Nm @ 2750 rpm  | Carburación Solex 32 PBISA 11    | No          | Euro 0                         | Peugeot 104 Renault 14 |
| X25X    | 8 válvulas (SOHC) | 64 CV (47 kW) @ 6000 rpm | 91 Nm @ 3000 rpm  | Carburación de doble cuerpo      | No          | Euro 0                         | Citroën Visa           |
| X27R    | 8 válvulas (SOHC) | 90 CV (66 kW) @ 6700 rpm | 103 Nm @ 5400 rpm | Doble arburación de doble cuerpo | No          | Euro 0                         | Talbot Samba Rallye    |

## XY (1.4L)
El XY tiene una cilindrada de 1360 cm³, con un diámetro de 75.0 mm y una carrera de 77.0 mm.
| Versión | Distribución      | Potencia máxima           | Par motor             | Alimentación                        | Catalizador | Normativa de anticontaminación | Usos                                                                                                   |
| ------- | ----------------- | ------------------------- | --------------------- | ----------------------------------- | ----------- | ------------------------------ | --- |
| XY7     | 8 válvulas (SOHC) | 60 CV (44 kW) @ 5000 rpm  | 105 Nm @ 2500 rpm     | Carburación Solex 34 PBISA 12       | No          | Euro 0                         | Peugeot 205 Citroën C15 Citroën Visa Renault 14                                                        |
| XY7     | 8 válvulas (SOHC) | 62 CV (45 kW) @ 5500 rpm  | 108 Nm @ 2500 rpm     | Carburación Solex 34 PBISA 12       | No          | Euro 0                         | Citroën BX                                                                                             |
| XY6B    | 8 válvulas (SOHC) | 72 CV (52 kW) @ 6000 rpm  | 103-106 Nm @ 3000 rpm | Carburación Solex 32-35 TACIC       | No          | Euro 0                         | Peugeot 104 Citroën BX Renault 14 Talbot Samba                                                         |
| XY8     | 8 válvulas (SOHC) | 80 CV (58 kW) @ 5800 rpm  | 108 Nm @ 2800 rpm     | Doble carburación Solex 35 PBISA 17 | No          | Euro 0                         | Peugeot 104 ZS Peugeot 205 GT Citroën Visa GT Citroën Visa Chrono Talbot Samba Rallye Talbot Samba GLS |
| XYR     | 8 válvulas (SOHC) | 93 CV (68 kW) @ 5800 rpm  | 125 Nm @ 4500 rpm     | Doble carburación de doble cuerpo   | No          | Euro 0                         | Peugeot 104 ZS2 Citroën Visa Chrono                                                                    |
| -       | 8 válvulas (SOHC) | 112 CV (82 kW) @ 5800 rpm | 130 Nm @ 4500 rpm     | Cuádruple carburación               | No          | Euro 0                         | Citroën Visa 1000 Pistes                                                                               |

- Datos: Q3888210
- Multimedia: PSA X engines / Q3888210